# NGC 3739
NGC 3739 este o galaxie spirală situată în constelația Leul. A fost descoperită în 16 martie 1869 de către Otto Vasilievici Struve⁠(d). Se află la o distanță de 145,21 de megaparseci de Pământ.